# Estación de Garbí
Garbí es una estación de la línea 4 de Metrovalencia. Fue inaugurada el 21 de mayo de 1994. Se encuentra en la calle de la Florista frente a los números 64 y 67, en la intersección con la calle del Garbí.